# Storena scita
Storena scita är en spindelart som beskrevs av Rudy Jocqué och Baehr 1992. Storena scita ingår i släktet Storena och familjen Zodariidae.
Artens utbredningsområde är Queensland. Inga underarter finns listade i Catalogue of Life.